# Castelo de Forna

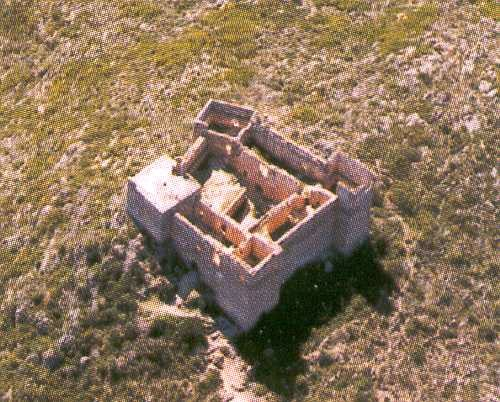
Castelo de Forna, Espanha

O Castelo de Forna localiza-se no termo do município de Adsubia, na província de Alicante, na comunidade autónoma da Comunidade Valenciana, na Espanha.

## História
Foi erguido no século XIII em estilo medieval, contando em seu interior com mobiliário e obras de arte dos séculos XIV e XVI.

## Características
Trata-se de um castelo senhorial, com carácter mais palaciano do que defensivo. Apresenta planta quadrada e duas alturas. As muralhas, com quatro torreões nos vértices, delimitam uma praça de armas, também quadrada, com cisterna ao centro
Os muros apresentam poucas aberturas para o exterior, e o conjunto é acedido por um portão de armas em arco apontado. No interior e ao redor do pátio de armas, distribuem-se as diversas dependências em duas plantas distintas. Na planta de acesso, em plano inferior, dispõem-se as cavalariças, a cozinha, o salão de refeições e um salão de grandes dimensões com grandes janelas que se abrem para o pátio. Na planta alta dispõem-se as habitações.
As torres gozam de independência arquitectónica e espacial. Na torre Nordeste, de maiores dimensões que as demais, existe uma sala recoberta por abóbada de cruzaria. Na torre a Norte destacam-se as pinturas murais, no pavimento inferior.